# Lisiczyce
Lisiczyce (biał. Лісічыцы, Lisiczycy; ros. Лисичицы, Lisiczicy) – wieś na Białorusi, w obwodzie brzeskim, w rejonie bereskim, w sielsowiecie Piaski, nad Jeziorem Czarnym i przy drodze republikańskiej R136.

## Historia
W XIX i w początkach XX w. położone były w Rosji, w guberni grodzieńskiej, w powiecie słonimskim, w gminie Piaski.
W dwudziestoleciu międzywojennym leżały w Polsce, w województwie poleskim, w powiecie kosowskim/iwacewickim,  w gminie Piaski. W 1921 miejscowość liczyła 324 mieszkańców, zamieszkałych w 77 budynkach, w tym 308 Polaków i 16 Białorusinów. 308 mieszkańców było wyznania prawosławnego i 16 mojżeszowego.
Po II wojnie światowej w granicach Związku Sowieckiego. Od 1991 w niepodległej Białorusi.